# Tiberius Lambergen
Tiberius Lambergen (* 1717 in Reitsum; † 9. Juni 1763 in Groningen) war ein niederländischer Mediziner und Botaniker.

## Leben
Sein Vater war der spätere Prediger in Dokkum Otto Lambergen. Nach dem Besuch der Lateinschule in Dokkum begann Lambergen 1736 ein Studium der philosophischen und medizinischen Wissenschaften an der Universität Franeker. Nachdem er dort am 31. Mai 1740 zum Doktor der Medizin promoviert worden war, ging er zwei Jahre nach Leiden, um seine Kenntnisse zu erweitern. Er besuchte dort insbesondere die Vorlesungen von Willem Jacob ’s Gravesande und den Professoren der medizinischen Fakultät. Danach betätigte er sich als Arzt in Leeuwarden und wurde am 13. Dezember 1749 als Professor der Medizin an die Universität Franeker berufen, wo er aber erst am 28. April 1751 seine Antrittsrede Oratio de amico historiae naturalis cum medicina connubio (Franeker 1751) hielt.
1753 wurde er zum Professor der Medizin, Chemie und Botanik an die Universität Groningen berufen, welches Amt er am 12. Juni 1754 mit der Rede Oratio exhibens encomia botanices eiusque in re medica utilitatem singularem (Groningen 1754) antrat. Mit einer Lectio inauguralis sistens ephemeridem persanti carciomatis (Groningen 1754) scheint Lambergen seine Vorlesungen gestaltet zu haben. Besondere Aufmerksamkeit widmete er dem botanischen Garten in Groningen. Berühmt wurde er, als er ein Mittel gegen Brustkrebs suchte, welches er aus einem Pflanzenextrakt hergestellt hatte und an sich selbst ausprobierte. Später verabreichte er dieses Mittel einer an Brustkrebs erkrankten Frau. Lambergen beteiligte sich auch an den organisatorischen Aufgaben der Groninger Hochschule und war 1757/1758 Rektor seiner Alma Mater. Seine Rektoratsrede erschien jedoch nicht im Druck.
Am 13. Juni 1749 hatte er sich mit Antoinette Werners, Witwe seines Mentors verheiratet. Seine Frau überlebte ihn und schloss 1767 ihre dritte Ehe.